# Habronattus
Habronattus là một chi nhện trong họ Salticidae.

## Các loài
- Habronattus abditus Griswold, 1987 — Mexico
- Habronattus agilis (Banks, 1893) — USA
- Habronattus alachua Griswold, 1987 — USA
- Habronattus altanus (Gertsch, 1934) — Bắc Mỹ
- Habronattus americanus (Keyserling, 1884) — USA, Canada
- Habronattus amicus (Peckham & Peckham, 1909) — USA
- Habronattus ammophilus (Chamberlin, 1924) — Mexico
- Habronattus anepsius (Chamberlin, 1924) — USA, Mexico
- Habronattus aztecanus (Banks, 1898) — Mexico
- Habronattus ballatoris Griswold, 1987 — USA
- Habronattus banksi (Peckham & Peckham, 1901) — Mexico to Panama, Jamaica
- Habronattus borealis (Banks, 1895) — USA, Canada
- Habronattus brunneus (Peckham & Peckham, 1901) — USA, West Indies
- Habronattus bulbipes (Chamberlin & Ivie, 1941) — USA
- Habronattus calcaratus (Banks, 1904) — USA

- Habronattus calcaratus agricola Griswold, 1987 — USA
- Habronattus calcaratus maddisoni Griswold, 1987 — USA, Canada

- Habronattus californicus (Banks, 1904) — USA
- Habronattus cambridgei Bryant, 1948 — Mexico to Guatemala
- Habronattus captiosus (Gertsch, 1934) — USA, Canada
- Habronattus carolinensis (Peckham & Peckham, 1901) — USA
- Habronattus carpus Griswold, 1987 — Mexico
- Habronattus ciboneyanus Griswold, 1987 — Cuba, Jamaica
- Habronattus clypeatus (Banks, 1895) — USA, Mexico
- Habronattus cockerelli (Banks, 1901) — USA
- Habronattus coecatus (Hentz, 1846) — USA, Mexico, Bermuda
- Habronattus cognatus (Peckham & Peckham, 1901) — North America
- Habronattus conjunctus (Banks, 1898) — USA, Mexico
- Habronattus contingens (Chamberlin, 1925) — Mexico
- Habronattus cuspidatus Griswold, 1987 — USA, Canada
- Habronattus decorus (Blackwall, 1846) — USA, Canada
- Habronattus delectus (Peckham & Peckham, 1909) — USA
- Habronattus divaricatus (Banks, 1898) — Mexico
- Habronattus dorotheae (Gertsch & Mulaik, 1936) — USA, Mexico
- Habronattus dossenus Griswold, 1987 — USA, Mexico
- Habronattus elegans (Peckham & Peckham, 1901) — USA, Mexico
- Habronattus encantadas Griswold, 1987 — Galapagos Islands
- Habronattus ensenadae (Petrunkevitch, 1930) — Puerto Rico
- Habronattus facetus (Petrunkevitch, 1930) — Puerto Rico
- Habronattus fallax (Peckham & Peckham, 1909) — USA, Mexico
- Habronattus festus (Peckham & Peckham, 1901) — USA
- Habronattus formosus (Banks, 1906) — USA
- Habronattus forticulus (Gertsch & Mulaik, 1936) — USA, Mexico
- Habronattus georgiensis Chamberlin & Ivie, 1944 — USA
- Habronattus geronimoi Griswold, 1987 — USA, Mexico, Nicaragua
- Habronattus gigas Griswold, 1987 — Mexico
- Habronattus hallani (Richman, 1973) — USA, Mexico
- Habronattus hirsutus (Peckham & Peckham, 1888) — North America
- Habronattus huastecanus Griswold, 1987 — Mexico
- Habronattus icenoglei (Griswold, 1979) — USA, Mexico
- Habronattus iviei Griswold, 1987 — Mexico
- Habronattus jucundus (Peckham & Peckham, 1909) — USA, Canada
- Habronattus kawini (Griswold, 1979) — USA, Mexico
- Habronattus klauseri (Peckham & Peckham, 1901) — USA, Mexico
- Habronattus kubai (Griswold, 1979) — USA
- Habronattus leuceres (Chamberlin, 1925) — USA
- Habronattus mataxus Griswold, 1987 — USA, Mexico
- Habronattus mexicanus (Peckham & Peckham, 1896) — USA to Panama, Caribbean
- Habronattus moratus (Gertsch & Mulaik, 1936) — USA, Mexico
- Habronattus mustaciatus (Chamberlin & Ivie, 1941) — USA
- Habronattus nahuatlanus Griswold, 1987 — Mexico
- Habronattus nemoralis (Peckham & Peckham, 1901) — USA
- Habronattus neomexicanus (Chamberlin, 1925) — USA
- Habronattus nesiotus Griswold, 1987 — Bermuda
- Habronattus notialis Griswold, 1987 — USA
- Habronattus ocala Griswold, 1987 — USA
- Habronattus ophrys Griswold, 1987 — USA
- Habronattus orbus Griswold, 1987 — USA
- Habronattus oregonensis (Peckham & Peckham, 1888) — USA, Canada
- Habronattus paratus (Peckham & Peckham, 1896) — Central America
- Habronattus peckhami (Banks, 1921) — USA
- Habronattus pochtecanus Griswold, 1987 — Mexico
- Habronattus pretiosus Bryant, 1947 — Puerto Rico, Virgin Islands
- Habronattus pugillus Griswold, 1987 — Mexico
- Habronattus pyrrithrix (Chamberlin, 1924) — USA, Mexico
- Habronattus renidens Griswold, 1987 — Mexico
- Habronattus rufescens (Berland, 1934) — Marquesas Islands
- Habronattus sabulosus (Peckham & Peckham, 1901) — USA
- Habronattus sansoni (Emerton, 1915) — USA, Canada
- Habronattus schlingeri (Griswold, 1979) — USA, Mexico
- Habronattus signatus (Banks, 1900) — USA, Mexico
- Habronattus simplex (Peckham & Peckham, 1901) — Mexico
- Habronattus sugillatus Griswold, 1987 — USA, Mexico
- Habronattus superciliosus (Peckham & Peckham, 1901) — USA
- Habronattus tarascanus Griswold, 1987 — Mexico
- Habronattus tarsalis (Banks, 1904) — USA, Hawai'i
- Habronattus texanus (Chamberlin, 1924) — USA, Mexico
- Habronattus tlaxcalanus Griswold, 1987 — Mexico
- Habronattus tranquillus (Peckham & Peckham, 1901) — USA, Mexico
- Habronattus trimaculatus Bryant, 1945 — USA
- Habronattus tuberculatus (Gertsch & Mulaik, 1936) — USA
- Habronattus ustulatus (Griswold, 1979) — USA, Mexico
- Habronattus velivolus Griswold, 1987 — Mexico
- Habronattus venatoris Griswold, 1987 — USA
- Habronattus virgulatus Griswold, 1987 — USA, Mexico
- Habronattus viridipes (Hentz, 1846) — USA, Canada
- Habronattus waughi (Emerton, 1926) — Canada
- Habronattus zapotecanus Griswold, 1987 — Mexico
- Habronattus zebraneus F. O. P.-Cambridge, 1901 — Mexico

## Hình ảnh

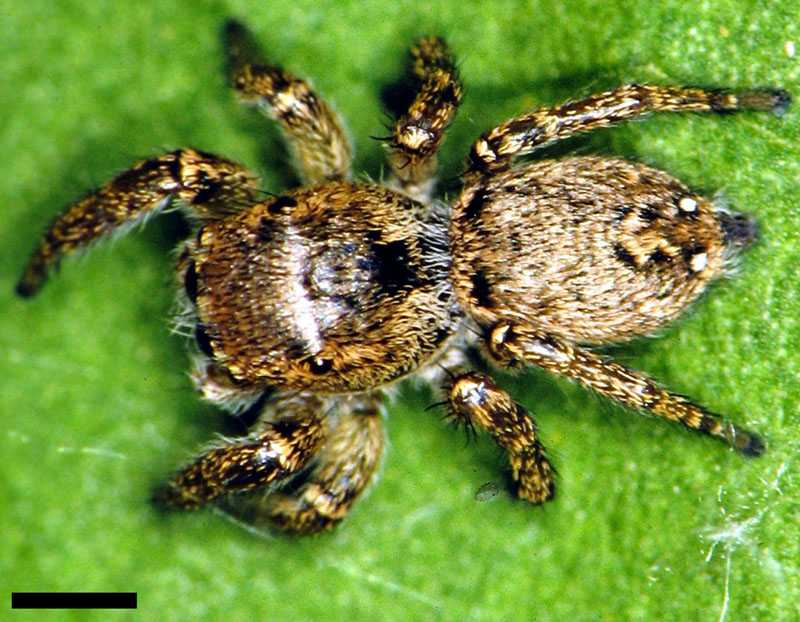
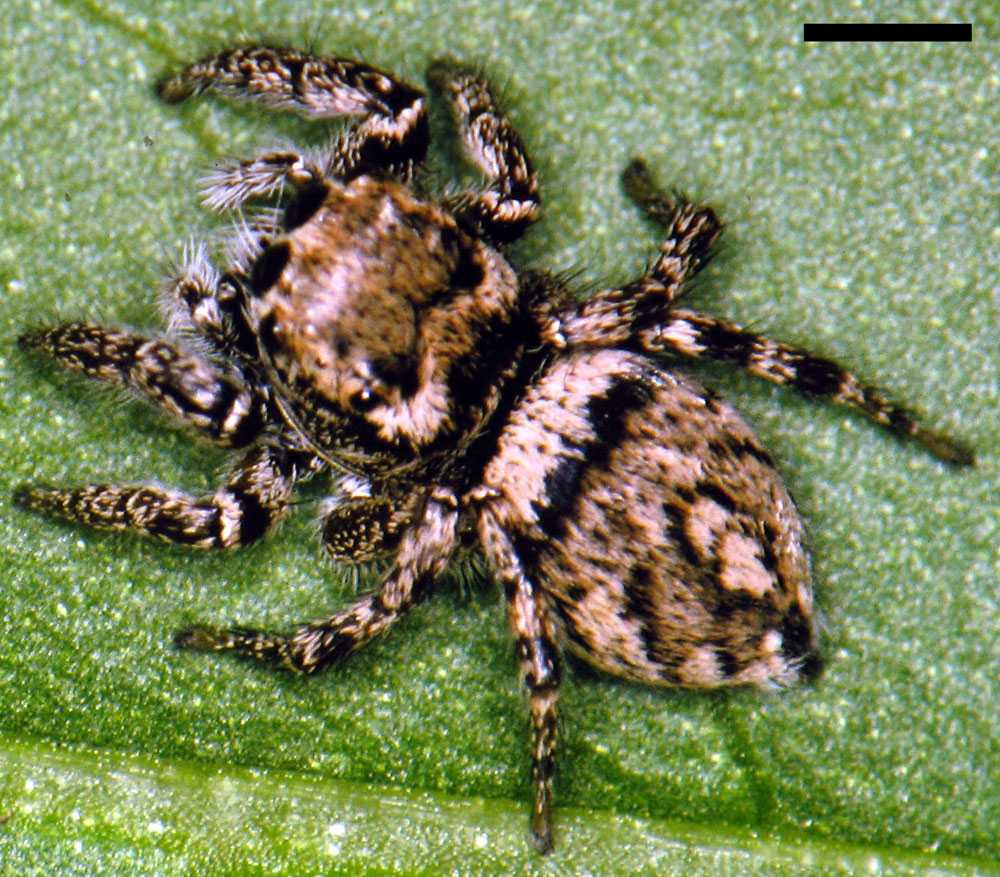
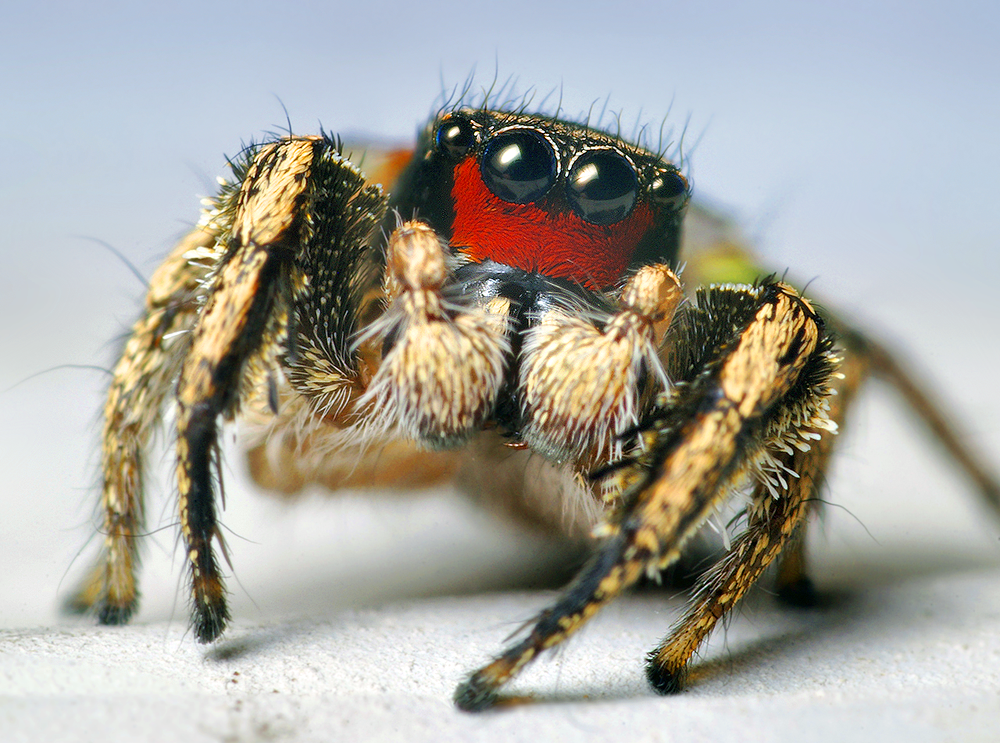
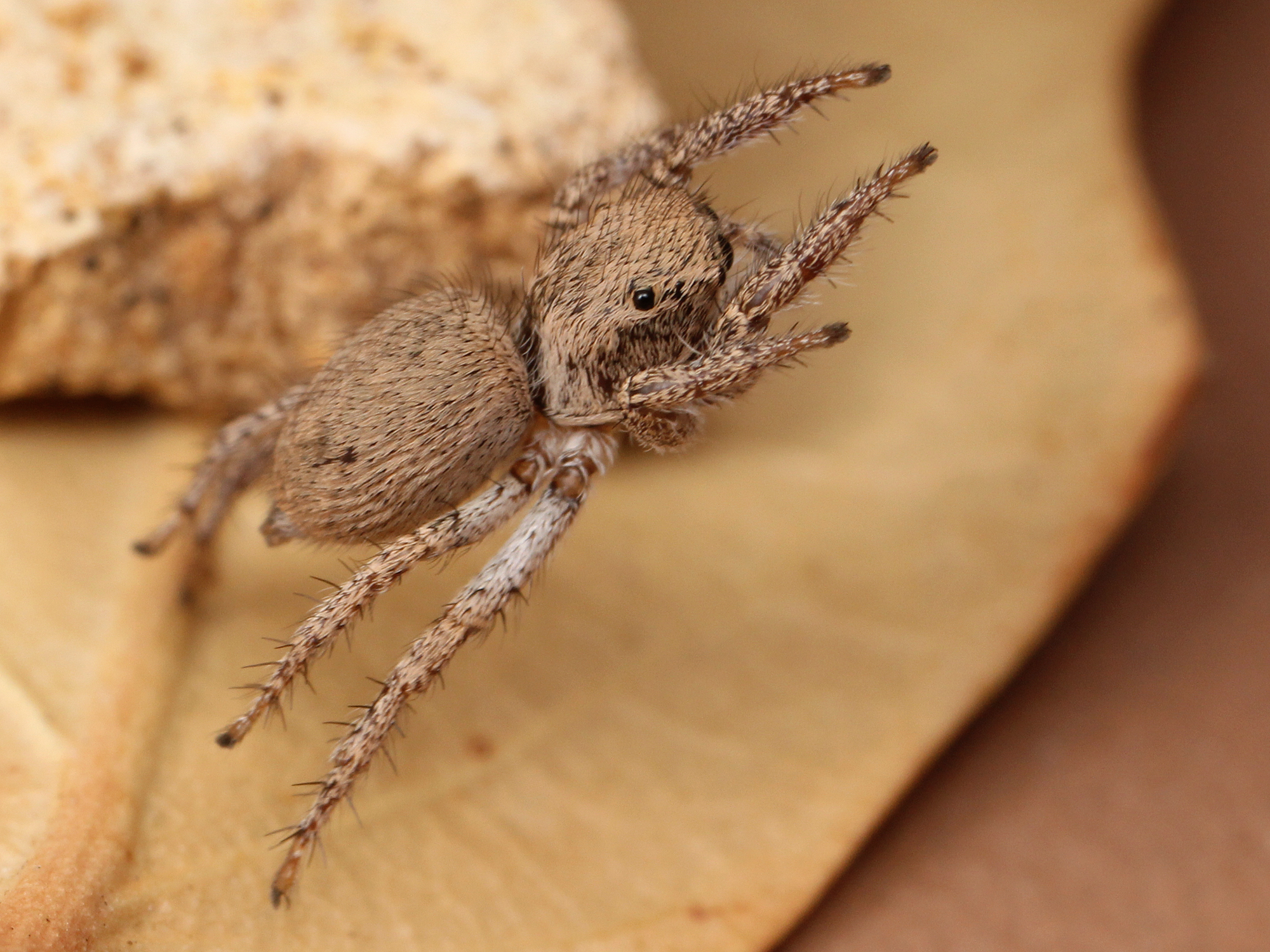